# 3 Italia
H3G S.p.A., più semplicemente, nota come 3 Italia (Tre Italia) è stata un'azienda italiana di telecomunicazioni che offriva servizi di telefonia mobile.
3 è stato il primo operatore di telefonia mobile a offrire il 3G in Italia, succeduto poi da TIM e Vodafone.
Il 31 dicembre 2016 avviene la fusione con Wind, dando vita a Wind Tre, una joint venture controllata paritariamente da VimpelCom, proprietaria di Wind, e CK Hutchison Holdings (ex Hutchison Whampoa), proprietaria del marchio 3. Nonostante la fusione il marchio 3 Italia fu utilizzato dal nuovo operatore fino a marzo 2020, allorquando la società avviò un processo di rebranding che ha portato alla nascita del nuovo marchio unificato Wind Tre.
3 Italia, prima della fusione con Wind, era il quarto operatore di telefonia mobile in Italia per numero di abbonati (11% del mercato al 31/12/2016) dopo TIM, Vodafone e Wind.

## Storia
L'azienda si caratterizzò per il lancio sul mercato italiano di tariffe e promozioni. Fu inoltre uno dei primi operatori ad offrire telefoni cellulari a prezzi scontati applicando, tuttavia, su di essi l'USIM lock e l'operator lock: due blocchi che vengono applicati per assicurarsi la fedeltà del cliente per almeno nove mesi. Successivamente, entrambi i blocchi vennero rimossi dai terminali venduti o affidati in comodato da 3 Italia.

### Cronologia
- A novembre 1999 Tiscali, Franco Bernabè e successivamente Sanpaolo IMI fondarono Andala, che nel 2000 vinse la gara per l'aggiudicazione delle licenze UMTS. Nello stesso anno Hutchison Whampoa divenne azionista di maggioranza e Andala fu rinominata H3G.
- Nel 2002, l'azienda stipulò un accordo per il roaming nazionale (GSM/GPRS) con TIM.
- Il 3 marzo 2003, nacque ufficialmente il marchio 3, lanciato anche in Italia con i suoi servizi commerciali e una copertura del 59% della popolazione, chiudendo l'anno con 330.000 clienti.
- Nel 2004 3 lanciò la TV UMTS e la copertura 3G giunse al 75% della popolazione. Nello stesso anno introdusse la scheda UMTS e arrivò a tre milioni di clienti.
- Nel 2005 ottenne la certificazione ISO 14001 aderendo al protocollo di Kyoto.[7]
- Il 1º aprile 2005, H3G scorporò un ramo d'azienda, licenziando circa settecento dipendenti utilizzati per la realizzazione della rete UMTS.
- A fine 2005 3 acquisì la rete televisiva lombarda Canale 7 e sperimentò il lancio della rete HSDPA avviando la procedura per la quotazione in borsa, che fallì a dicembre 2005.
- Nel 2006 3 arrivò a 6,8 milioni di clienti, tra i quali oltre 400.000 utenti DVB-H.
- Al 30 maggio 2007 3 raggiunse 7,2 milioni di clienti, tra cui 712.000 DVB-H.
- Il 17 luglio 2007, alla presenza del ministro delle comunicazioni Paolo Gentiloni, 3 Italia presentò la tecnologia HSUPA.
- A settembre 2007, H3G mise in atto una modifica alle tariffe ricaricabili, con rincari dal 20% fino al 150%.[8]
- Nell'ottobre 2007 avviò un'alleanza con Skype con il 3 Skypephone, un videofonino che permetteva ai clienti 3 di utilizzare Skype gratuitamente.
- Nel novembre del 2007 stipulò un accordo con Astelit, operatore mobile ucraino.[9][10]
- Il 27 marzo 2008, Hutchison Whampoa, dopo aver comunicato i risultati di bilancio del 2007, comunicò l'ufficiale messa in vendita di 3 Italia.[11]
- Nel giugno 2008 3 rese gratuiti i canali DVB-H.
- A settembre 2008, durante una riunione Qu.Di. (Quadri&Dirigenti), con una e-mail rivolta a tutti i dipendenti e collaboratori di 3 Italia, Vincenzo Novari annunciò un piano di ristrutturazione da realizzarsi in più fasi. La prima fase (settembre 2008-14 novembre 2008) prevedeva un piano di esodo incentivato rivolto alla quasi totalità delle divisioni aziendali, fatta eccezione per call center e IT, e mirava a ridurre l'organico di quattrocentocinquanta unità. L'azienda affrontò la fine del 2008 con uno spirito aziendale compromesso e con seri problemi di operatività a causa delle dimissioni di trecento figure di quadri intermedi e impiegati.
- Il 1º gennaio 2009 venne implementato un nuovo organigramma aziendale, che prevedeva un assetto funzionale in sostituzione del precedente divisionale.
- A fine maggio 2009, 3 Italia comunicò di aver coperto la totalità della sua rete UMTS in HSDPA e il 55% in HSUPA e svelò i suoi progetti per sviluppare la banda larga in Italia.[12][13]
- Ad agosto 2009, 3 Italia annunciò l'inizio dei lavori di aggiornamento della rete, necessari per sopportare l'aumento di traffico registrato a partire dal 2007. Tali lavori subirono ritardi, anziché terminare nel gennaio 2010.[14]
- Al 29 marzo 2010 i clienti 3 Italia risultavano essere 9,007 milioni.
- L'8 aprile 2010 3 Italia lanciò l'iniziativa Grande Cinema 3, che prevedeva ingressi gratuiti nei cinema aderenti per i suoi migliori clienti. La3 sbarcò su di Sky e divenne un canale tematico dedicato ai giochi telefonici.
- Il 1º febbraio 2011 3 Italia comunicò di aver chiuso l'ultimo trimestre fiscale in utile, il primo dopo dieci anni di attività, pari a circa dieci milioni di euro.[15]
- Nel luglio 2012, per effetto di una sanzione da parte dell'AGCOM, il costo per la chiamata al servizio clienti 133 fu reso gratuito per tutti i clienti.[16]
- Il 5 novembre 2012, 3 Italia lanciò i suoi servizi LTE ad Acuto e dal 31 gennaio 2013 nelle città di Roma e Milano.
- Dal 1º gennaio 2014 iniziarono gli aggiornamenti all'infrastruttura, poiché l'operatore poté disporre di 5 MHz aggiuntivi su tutto il territorio nazionale da destinare alla copertura UMTS sulle frequenze ex GSM-E 900 MHz.
- Dal maggio 2015 H3G offrì la connettività LTE senza costi aggiuntivi per i clienti abbonamento.
- Dal giugno 2015 H3G iniziò lo sblocco delle bande 4G LTE 1800/2600 MHz, unendole tramite aggregazione delle portanti, predisponendosi alla tecnologia 4G+.
- Il 6 agosto 2015, l'azienda annunciò un accordo di fusione paritetica con Wind.
- Il 1º settembre 2016, la fusione con Wind fu approvata dall'antitrust UE.
- Il 7 novembre 2016, gli azionisti di 3 Italia e Wind annunciarono il completamento della transazione per l’integrazione delle loro attività in Italia[17]. In conseguenza a tale evento, Maximo Ibarra subentrò a Vincenzo Novari in quanto amministratore delegato in pectore di quello che sarebbe stato il futuro gestore nato dalla fusione.
- Il 31 dicembre 2016 nacque ufficialmente Wind Tre. Ciò nonostante, il marchio 3 Italia rimase attivo fino al 16 marzo 2020, data in cui fu ufficializzata l'adozione del marchio unico Wind Tre.

## Clienti
H3G S.p.A. al 30 settembre 2016 disponeva di 10,42 milioni di linee mobili totali (10,7% del mercato), di cui:
- 9,52 milioni di SIM residenziali (12,5% del mercato) e 900 mila SIM affari (4,3% del mercato);
- 7,98 milioni di SIM ricaricabili (10,9% del mercato) e 2,44 milioni di SIM abbonamento (10,1% del mercato).

## Identità aziendale
| Periodo   | Logo                   | Frase Commerciale | Note                                                    |
| --------- | ---------------------- | --- | ------------------------------------------------------- |
| 2003-2007 |                        | «Tu. Con la forza di tre.» «Se hai 3 si vede»                                                                        | [ 19 ] [ 20 ] [ 21 ] [ 22 ] [ 23 ] [ 24 ] [ 25 ] [ 26 ] |
| 2007-2010 |                        | «Il cellulare con foto, video, web, tv.» «Il cellulare con Internet e TV» «Chi può darti di più?» «Internet&TV free» | [ 19 ] [ 20 ] [ 21 ] [ 22 ] [ 23 ] [ 24 ] [ 25 ] [ 26 ] |
| 2010-2018 |                        | «Più valore per te»                                                                                                  | [ 19 ] [ 20 ] [ 21 ] [ 22 ] [ 23 ] [ 24 ] [ 25 ] [ 26 ] |
| 2010-2018 | «The future you want.» | | [ 19 ] [ 20 ] [ 21 ] [ 22 ] [ 23 ] [ 24 ] [ 25 ] [ 26 ] |
| 2018-2020 |                        | | [ 19 ] [ 20 ] [ 21 ] [ 22 ] [ 23 ] [ 24 ] [ 25 ] [ 26 ] |

La voce istituzionale di 3 è stata quella di Paola Della Pasqua.

### Mascotte
3mendo è nato il 3 marzo 2016 come mascotte di 3 Italia, da un'idea di Federico Cominotto, in occasione dei tredici anni dell'azienda di telecomunicazioni mobili italiana. Viene da subito utilizzato in ambito Social e web per promuovere il marchio e le tariffe dell'azienda. Nasce come personificazione animata del marchio: 3mendo è un omino in grigio, occhi furbi, dentoni, braccia e gambe fini fini. 3mendo è poliglotta, con genitori in giro per il mondo, da Hong Kong al Regno Unito, ma al cui interno batte un cuore tutto italiano. La sua prima apparizione in assoluto è una clip la cui colonna sonora è la hit del 1968 “Tremendo” di Rocky Roberts. Nella seconda clip si vede invece la mascotte 3mendo che arranca in bicicletta superato da un altro ciclista. Al momento opportuno però la bici raddoppia e, con la forza di due ciclisti vince facilmente la sfida. 3mendo apparirà poi nella comunicazione Social di 3 Italia in altri video e meme animati, per raccontare le innovazioni e l'allegria di 3 Italia.

## Controversie
- Il 1º settembre 2007 la maggior parte delle tariffe del servizio prepagato non più in commercio sono state rimodulate. La rimodulazione ha suscitato polemiche da parte degli utilizzatori del servizio di telefonia mobile, soprattutto da parte di coloro che, avendo firmato un contratto di durata 24 mesi, si sono visti rimodulare in corso di contratto la propria tariffa; su Internet si raccoglievano adesioni per intentare una causa civile contro 3. L'Azienda ha spiegato che sarebbe stata costretta a questa scelta per i minori introiti dovuti al decreto Bersani bis e per i dimezzati guadagni di interconnessione agli altri gestori di telefonia mobile. Successivamente l'azienda ha apportato alcune limitazioni relative al traffico uscente per i nuovi clienti acquisiti da dicembre 2007[28].
- Il 21 gennaio 2015 H3G è stata multata[29] dall'autorità garante per la concorrenza ed il mercato per 1.750.000 € per aver adottato pratiche commerciali scorrette nell'ambito della commercializzazione dei servizi premium utilizzati via Internet da terminale mobile. Nei confronti di H3G, in ragione dei rilevanti effetti delle condotte attuate, è stata disposta anche la pubblicazione di un estratto del provvedimento.

## Azionariato
Prima della fusione con Wind Telecomunicazioni S.p.A., H3G S.p.A. era posseduta da Hutchison 3G Italy Investments S.à.r.l., società di diritto lussemburghese controllata dal gruppo di Hong Kong CK Hutchison Holdings Limited (ex Hutchison Whampoa Limited).